# Aars Avis
Aars Avis er en dansk avis, der blev stiftet af bogtrykker Frode Andreasen, og første udgave blev udsendt 2. april 1927. Andreasen lagde stor vægt på at avisen, der dengang udkom hver tirsdag og fredag, skulle indeholde lokalt stof fra egnen. Sådan har det været lige siden, og Aars Avis er i dag Vesthimmerlands største og mest udbredte ugeavis. 
Aars Avis er i privat eje. Efter Frode Andreasen tog H. Anker Larsen over i 1939. I 1973 var udgiveren Evan H. Bollesen. Han solgte i 1995 avisen til Thorkil Christensen, der har en baggrund som dagbladsjournalist og har udviklet virksomheden med flere ugeaviser, bogtrykkerier og bogforlag i det nord- og midtjyske område. I 2004 købte han Vesthimmerlands Avis i Aalestrup.
Aars Avis udkommer nu hver onsdag. 8 gange om året udgives Kimbrerposten i et større område. Avisens sektion Landbrugsnyt distribueres også til landbrug i et større område – Vesthimmerland og dele af Han Herred – under navnet Vort Landboblad.